# رداواله
رداواله (به ایتالیایی: Redavalle) یک کومونه در ایتالیا است که در استان پاویا واقع شده‌است. رداواله ۵٫۴۷ کیلومتر مربع مساحت و ۱٬۰۲۸ نفر جمعیت دارد و ۸۵ متر بالاتر از سطح دریا واقع شده‌است.